# 上庄北城
上庄北城（かみのしょうきたじょう）は、奈良県生駒郡平群町上庄にあった日本の城。

## 概要
上庄北城は奈良県生駒郡平群町上庄（小字：峠）にある標高117.5mの丘陵地に築城された東西約60m、南北約67mの規模を持つ中世の館城遺構である。遺構は堀・土塁・郭等が非常に状態良く現存し、館城遺構を知る上で絶好の標本と成り得る遺構であるが、あまり周知されておらず研究も進んでいない。
築城時期、城主に関する資料はまったく残っておらず不明のままであるが、当城の位置が平群町櫟原・西向・上庄地区に平安時代末から戦国末期まで続いた東寺（教王護国寺）の根本荘園平野殿庄の庄内にあたり、庄域全体を見下ろす絶好の好地であることなどから、平野殿庄の記録が多々残る東寺百合文書に度々登場し下司まで務めた悪党、曾歩々々氏（ソフソフ氏）に関連する城址と推測されている。
また平野殿庄であった平群町上庄地区には他にも曾歩々々氏の関連が疑われる城址が上庄北城を含めかつて三城存在した。しかし、残り二城の内の一つ上庄中城（小字：御所垣内）は永い歳月の中消滅し現在では曾歩々々藪という竹薮が名残を残すのみであり、竹薮の中にも遺構は見あたらない。もう一つの上庄南城は平群町史にも記載されている存在が確認されている文化財であったにもかかわらず無残にも農地開発により消滅し、許可を与えた平群町行政の文化財に対する認識程度の低さが露呈された一件となった。
平群町には上記の他、信貴山城、椿井城、三里城、西宮城、下垣内城、高安山城、平等寺館等がある。

## 縄張

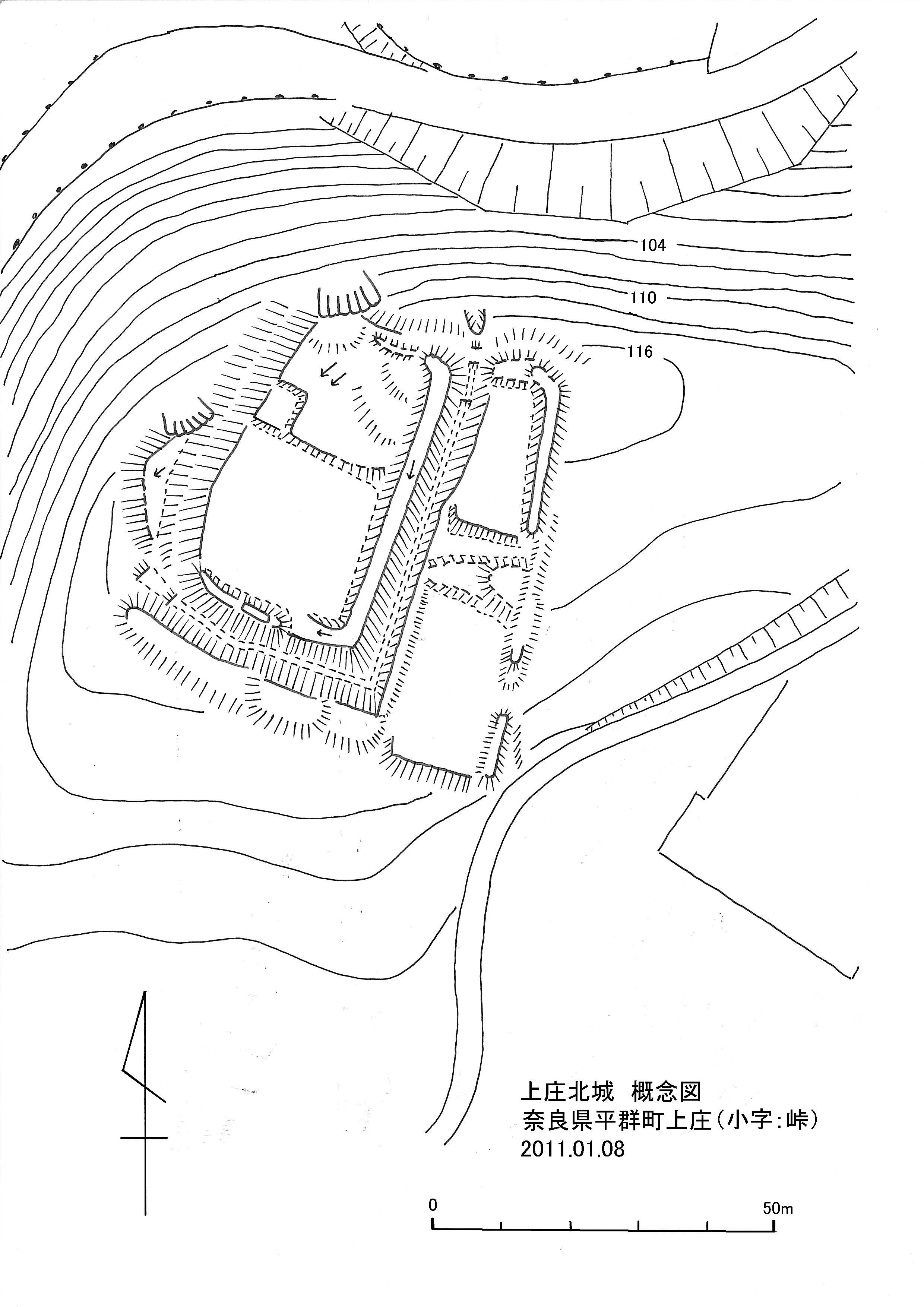
上庄北城概念図　2012.01.08